# Ferice - Plai
Ferice - Plai este un sit de importanță comunitară (SCI) desemnat în scopul protejării biodiversității și menținerii într-o stare de conservare favorabilă a florei spontane și faunei sălbatice, precum și a habitatelor naturale de interes comunitar aflate în arealul zonei protejate. Acesta este situat în vestul Transilvanei, pe teritoriul județului Bihor.

## Localizare
Aria naturală se întinde în partea sud-estică a județului Bihor, pe teritoriile administrative ale comunelor Budureasa și Curățele și este străbătută de drumul județean DJ764A, care leagă orașul Beiuș de stațiunea turistică Stâna de Vale.

## Înființare
Zona a fost declarată sit de importanță comunitară prin Ordinul Ministerului Mediului și Dezvoltării Durabile Nr.1964 din 13 decembrie 2007 (privind instituirea regimului de arie naturală protejată a siturilor de importanță comunitară, ca parte integrantă a rețelei ecologice europene Natura 2000 în România) și se întinde pe o suprafață de 1.993,1 hectare.
Situl include rezervațiile naturale Ferice Plai și Hoancă (arie naturală acoperită cu fânețe piemontane nealterate, ce protejează mai multe rarități floristice) și Vârful Cârligați; rezervație naturală de tip botanic ce adăpostește o specie rară a pajiștilor alpine, cunoscută sub denumirea populară de oiță (Anemona narcissiflora).

## Biodiversitate

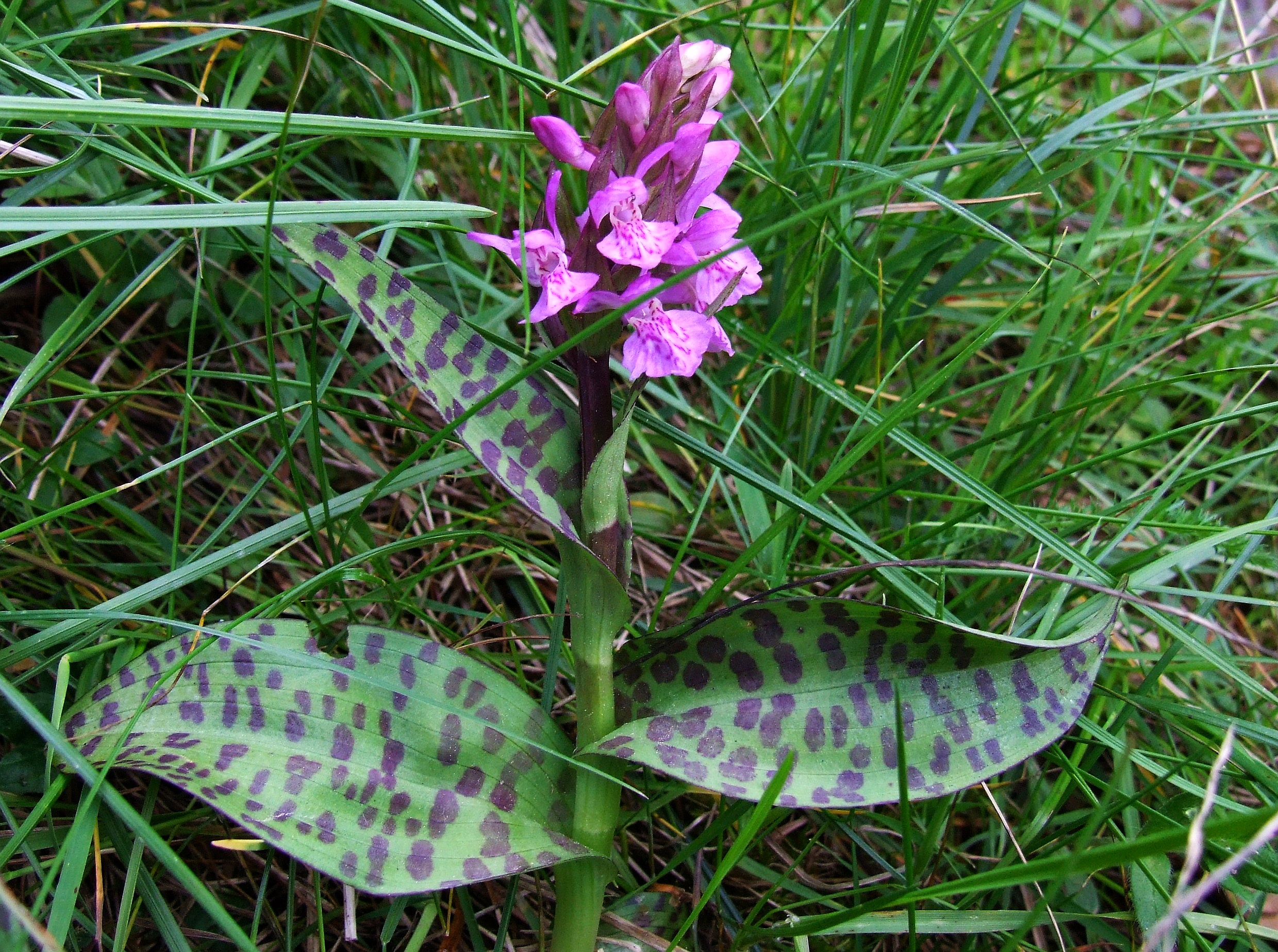
Mâna Maicii Domnului (Dactylorhiza maculata)

Aria protejată reprezintă o zonă naturală (pajiști naturale, stepe, terenuri arabile cultivate, păduri de foioase) încadrată în bioregiunea alpină a Munților Bihorului (grupă montană a Munților Apuseni, aparținând de lanțul muntos al Carpaților Occidentali); ce conservă un habitat  natural de tip: Păduri de fag de tip Asperulo-Fagetum și protejază specii importante din fauna și flora Apusenilor.
La baza desemnării sitului se află patru specii faunistice enumerate în anexa I-a a Directivei Consiliului European 92/43/CE din 21 mai 1992 (privind conservarea habitatelor naturale și a speciilor de faună și floră sălbatică); astfel: un mamifer din specia liliacul mare cu potcoavă (Rhinolophus ferrumequinum) și trei amfibieni: ivorașul-cu-burta-galbenă (Bombina variegata), tritonul cu creastă (Triturus cristatus) și tritonul comun transilvănean (Triturus vulgaris ampelensis), alături de care viețuiește și năpârca; o reptilă din specia (Natrix natrix).
La nivelul ierburilor este semnalată prezenața mai multor plante rare; printre care: carlina (Carlina acanthifolia), o anemonă din specia Anemone narcissifolia, gălbenuș (Crepis pannonica), Mâna Maicii Domnului (Dactylorhiza maculata), golomăț (Dactylis glomerata ssp. slovenica), oiță (Anemona narcissiflora) sau Scabiosa columbaria ssp. pseudobanatica, o specie endemică pentru țara noastră.

## Căi de acces
- Drumul județean DJ764Ape ruta: Beiuș - Budureasa spre Stâna de Vale.

## Monumente și atracții turistice

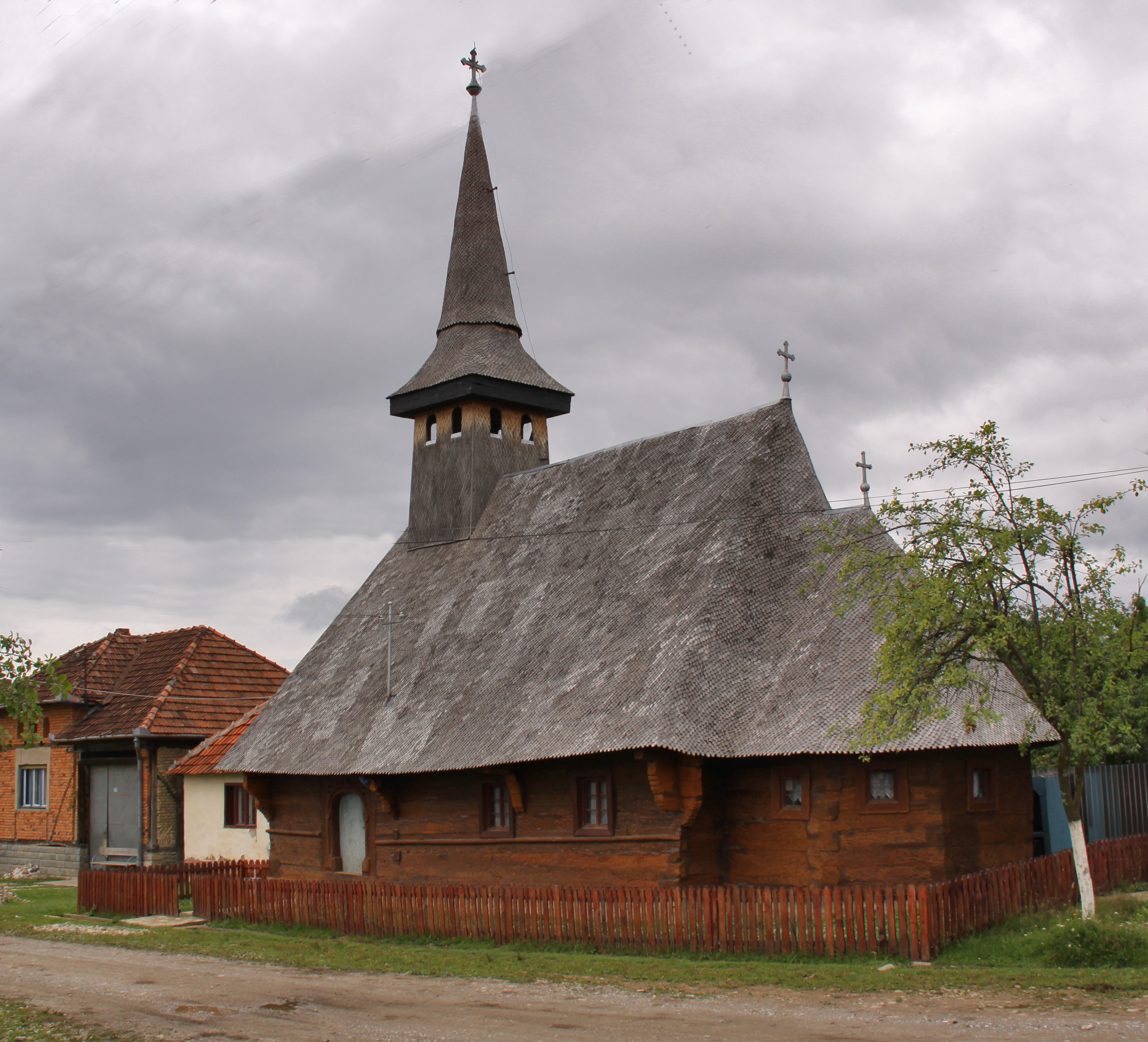
Biserica de lemn din Saca

În vecinătatea sitului se află câteva obiective de interes istoric, cultural și turistic; astfel:
- Biserica de lemn „Sfântul Gheorghe” din satul Saca, construcție 1724, monument istoric.
- Biserica romano-catolică "Sf. Treime" din Beiuș, construcție 1752, monument istoric.
- Biserica "Sf. Mare Mucenic Dimitrie Izvorâtor de Mir" din Beiuș, construcție 1800, monument istoric.
- Biserica ortodoxă "Sf. Arhangheli Mihail și Gavriil" din Beiuș, monument istoric[15].
- Ariile protejate: Parcul Natural Apuseni, Valea Iadei cu Syringa josichaea, Peștera Cetatea Rădesei, Piatra Grăitoare, Peștera Smeilor de la Onceasa, Peștera Vacii, Sistemul Carstic Peștera Cerbului - Avenul cu Vacă, Vârful Buteasa.